# Oksokiselina
Oksokiseline su kiseline koje sadržavaju kisik, barem jedan drugi element i barem jedan vodikov atom vezan na kisik koji gubitkom barem jednoga pozitivnoga vodikova iona daje konjugiranu bazu. Najvažnije su anorganske kiseline. Molekule im povezuje vodikov most. Stvarna struktura oksokiselina uključuje OH skupinu. 
Što je slabija veza O-H, to je veća jakost oksokiseline. Jakost veze O-H ovisi o gustoći elektronskog oblaka oko atoma kisika na koji je vezan vodik. Što je veća elektronegativnost središnjeg atoma, to je slabija gustoća elektronskog oblaka te time i jakost veze s vodikom.
Povećava li se elektronegativnost središnjeg atoma, vezni elektroni iz O-H kreću se prema središnjem atomu, atomu kisika. Tako se oko njega smanjuje elektronska gustoća. Isti kisikov atom odgovoran je za izvlačenje elektronske gustoće iz veze O-H i udaljavanje od vodika. U tom slučaju veza O-H slabi te se radije otpušta proton iz O-H veze.